# Damenwahl

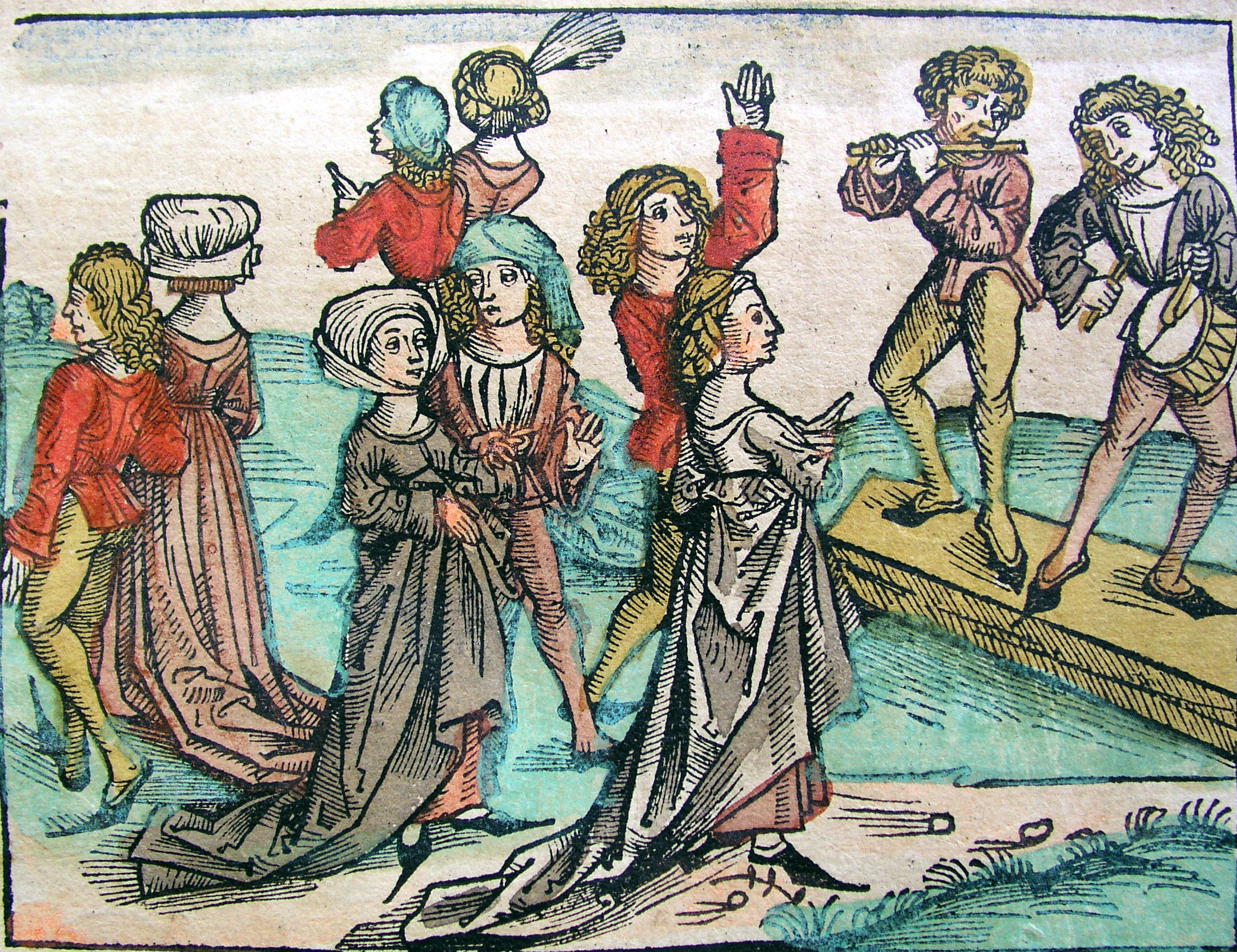
Nürnberger Chroniken – Vier tanzende Paare (1537)

Mit Damenwahl wird eine Umkehrung der gewöhnlichen Aufforderungs-Reihenfolge beim Paartanz bezeichnet, nicht der Herr spricht die Dame an, sondern die Dame den Herrn. Die Damenwahl markiert als Durchbrechen der Etikette häufig den Höhepunkt eines Balls.
In der Soziobiologie wird mit dem Begriff Damenwahl darauf hingewiesen, dass es in der Natur fast immer die Weibchen sind, die bei der Partnerwahl die ausschlaggebende Rolle spielen (Intersexuelle Selektion).